# Madeiravaktel
Madeiravaktel (Coturnix lignorum) är en nyligen beskriven utdöd hönsfågel som tidigare förekom på Madeira.